# 23 × 152 mm
Cet article possède un paronyme, voir Calibre 23 mm.
L'obus 23 × 152 mm est une munition anciennement utilisée par l'Union soviétique et désormais utilisée par la CEI. Il était tiré par le canon embarqué VYa-23 de l'Iliouchine Il-2 (un avion d'attaque au sol). Il alimente maintenant les canons automatiques 2A7 et 2A14 des systèmes antiaériens ZU-23 et ZSU-23-4 Shilka, entre autres.
La munition du canon Volkov-Yartsev VYa-23 utilise des douilles en laiton et n'est pas interchangeable avec la munition à douille acier du système d'arme antiaérien moderne ZU-23. Ces deux systèmes d'armes utilisent des espaceurs différents, et nécessitent donc des munitions aux dimensions légèrement différentes.
Bien qu'il n'était pas utilisé par les principales armes de l'URSS moderne, remplacé par le 30 × 165 mm, il est toujours en service dans la marine russe et dans les armées d'autres pays.
| Spécifications :             |                                                                                                  |
| ---------------------------- | ------------------------------------------------------------------------------------------------ |
| Dimensions :                 | 23 × 152 mm en bandes                                                                            |
| Vitesse en sortie de canon : | 970 à 980 m/s (pour le 2A7 & 2A14)                                                               |
| Masse :                      | 184 à 190 g                                                                                      |
| Types de projectile :        | OZ/OFZ (explosif incendiaire, OZT/OFZT (traçant), BZ/BZT (antiblindage/antiblindage et traçante) |
| Armes                        | Volkov-Yartsev VYa-23, 2A7, 2A14.                                                                |
| Systèmes d'armes :           | ZU-23, ZSU-23-4 Shilka, BMP-23, BTR-94 et autres.                                                |